# Kup Bosne i Hercegovine 2010-2011
La Kup Bosne i Hercegovine 2010-2011 è stata l'undicesima edizione della coppa nazionale della Bosnia Erzegovina, ed è stata vinta dallo Željezničar, al suo terzo titolo.

## Squadre partecipanti
|            | Premijer Liga | Premijer Liga |
| ---------- | --- | --- |
| 1º livello | Borac Banja Luka Budućnost Banovići Čelik Zenica Drina Zvornik Leotar Olimpik Sarajevo Rudar Prijedor Sarajevo Slavija Sloboda Tuzla Široki Brijeg Travnik Velež Mostar Zrinjski Mostar Zvijezda Gradačac Željezničar | Borac Banja Luka Budućnost Banovići Čelik Zenica Drina Zvornik Leotar Olimpik Sarajevo Rudar Prijedor Sarajevo Slavija Sloboda Tuzla Široki Brijeg Travnik Velež Mostar Zrinjski Mostar Zvijezda Gradačac Željezničar |
|            | 1. liga FBiH | 1. liga Republike Srpske |
| 2º livello | Jedinstvo Bihać Omladinac Mionica Orašje | BSK Banja Luka Kozara Modriča Proleter Teslić Sloboda Novi Grad Sutjeska Foča |
|            | Federazione BiH | Repubblica Srpska |
| 3º livello | Bosna Sarajevo Branitelj Sloga Uskoplje TOŠK Tešanj NK Vitez UNIS Vogošća | nessuna |
| 4º livello | Doboj Istok | nessuna |

## Sedicesimi di finale
| Squadra 1         | Risultato       | Squadra 2         |
| ----------------- | --------------- | ----------------- |
| 14.09.2010        |                 |                   |
| Željezničar       | 2 - 0           | Rudar Prijedor    |
| Zrinjski          | 3 - 1           | Budućnost         |
| 15.09.2010        |                 |                   |
| Borac             | 2 - 0           | TOŠK Tešanj       |
| Sarajevo          | 2 - 1           | Sloga Uskoplje    |
| Čelik             | 2 - 0           | Velež             |
| Bosna Sarajevo    | 0 - 1           | Sloboda Tuzla     |
| Proleter Teslić   | 0 - 0 (4-3 dtr) | Drina Zvornik     |
| BSK Banja Luka    | 0 - 2           | Omladinac Mionica |
| UNIS Vogošća      | 2 - 1           | Modriča           |
| Travnik           | 0 - 1           | Kozara            |
| Leotar            | 1 - 0           | Zvijezda          |
| NK Vitez          | 0 - 1           | Olimpik           |
| Slavija           | 3 - 1           | Jedinstvo Bihać   |
| Široki Brijeg     | 6 - 0           | Sutjeska Foča     |
| Branitelj         | 7 - 0           | Doboj Istok       |
| Sloboda Novi Grad | 1 - 0           | Orašje            |

## Ottavi di finale
| Squadra 1         | Totale | Squadra 2         | Andata     | Ritorno    |
| ----------------- | ------ | ----------------- | ---------- | ---------- |
|                   |        |                   | 29.09.2010 | 20.10.2010 |
| Leotar            | 1 - 2  | Branitelj         | 1 - 1      | 0 - 1      |
| Sarajevo          | 7 - 2  | Sloboda Novi Grad | 4 - 1      | 3 - 1      |
| Borac             | 0 - 3  | Željezničar       | 0 - 0      | 0 - 3      |
| Čelik             | 2 - 1  | Slavija           | 1 - 1      | 1 - 0      |
| Kozara            | 3 - 5  | Sloboda Tuzla     | 1 - 1      | 2 - 4      |
| Olimpik Sarajevo  | 5 - 2  | UNIS Vogošća      | 3 - 1      | 2 - 1      |
| Proleter Teslić   | 4 - 5  | Zrinjski          | 4 - 2      | 0 - 3      |
| Omladinac Mionica | 2 - 4  | Široki Brijeg     | 2 - 0      | 0 - 4      |

## Quarti di finale
| Squadra 1   | Totale          | Squadra 2     | Andata     | Ritorno    |
| ----------- | --------------- | ------------- | ---------- | ---------- |
|             |                 |               | 03.11.2010 | 10.11.2010 |
| Sarajevo    | 2 - 3           | Široki Brijeg | 2 - 2      | 0 - 1      |
| Zrinjski    | 2 - 3           | Čelik         | 2 - 0      | 0 - 3      |
|             |                 |               | 04.11.2010 | 10.11.2010 |
| Olimpik     | 2 - 2 (6-5 dtr) | Sloboda Tuzla | 1 - 1      | 1 - 1      |
| Željezničar | 9 - 0           | Branitelj     | 6 - 0      | 3 - 0      |

## Semifinali
| Squadra 1   | Totale      | Squadra 2     | Andata     | Ritorno    |
| ----------- | ----------- | ------------- | ---------- | ---------- |
|             |             |               | 16.03.2011 | 06.04.2011 |
| Željezničar | 1 - 1 (gfc) | Široki Brijeg | 0 - 0      | 1 - 1      |
|             |             |               | 30.03.2011 | 06.04.2011 |
| Čelik       | 2 - 1       | Olimpik       | 1 - 0      | 1 - 1      |

## Finale
| Arbitro: | Goran Paradžik (Ljubuški) |

| |            | |
| Zeba 1’ | Marcatori  | |
| Šehić (80' B. Čolić) Marković Stanić Svraka Ćulum Vasilić Nyema Popović (83' Savić) Višća Zeba (63' E. Čolić) Bešlija | Formazioni | Bilobrk Brković Kuduzović Čović Milošević Horić (64' Hasanović) Kapetan Purić (89' Sadiković) Adilović Džafić (82' Šišić) Hadžić |
| Amar Osim | Allenatori | Abdulah Ibraković |

| Arbitro: | Midhat Arnautović (Lukavac) |

| |            | |
| | Marcatori  | 12’, 73’ Savić 71’ Zeba |
| Bilobrk Brković Čović Isaković Kuduzović Milošević (76' Horić) Šišić Adilović (66' Hasanović) Džafić (79' Nemeljaković) Hadžić Purić | Formazioni | Šehić Bogićević B. Čolić Nyema Radovanović (78' Baljić) Stanić Bešlija (82' Zolotić) Savić Svraka Zeba Popović (87' Ramić) |
| Abdulah Ibraković | Allenatori | Amar Osim |